# 臺南天馬電臺
23°02′36.2″N 120°10′06.0″E / 23.043389°N 120.168333°E
台南天馬電台，是中華民國公共電台中央廣播電台的台南分台，短波播音覆蓋面積世界第一，具國安戰略價值。1969年接受美國政府援助籌建，為美軍協防臺灣的重要戰略佈署，1976年開始對國際及中國大陸播音，具備強大的短波廣播播送能量，電波涵蓋遍及中國大陸、東北亞、東南亞、歐洲、澳洲、美洲，在中華民國退出聯合國、六四天安門鎮壓事件期間都發揮展現強大訊息傳播能力，對被迫退出聯合國後的中華民國台灣突破外交困境有極大貢獻，歷史意義重大，直到現在都是大陸民眾突破封鎖管道。租用央廣短波設備用戶包括美國之音、自由亞洲電台、法國國際廣播電台、希望之聲國際廣播電台等國際媒體，主要都是向中國大陸播送。

2013年4月傳出中華民國政府將逐步終止央廣向中國大陸短波播送業務，並提前拆除天馬電台，多位美國重量級參眾議員向馬英九總統表達關切但未獲回應，央廣於7月1日拆毀其中3組天線，被相關人士批評「自廢武功」，引發美國方面及國際媒體的關注。中國維權運動律師陳光誠則強調「央廣短波對中國大陸非常非常重要」、「可以說台灣沒有中央廣播電臺，我今天就不會坐在這兒。」

## 概況
天馬電台位於台南市安南區本淵寮社區西南側，面積32.74公頃，佇立20組75公尺高的短波天線，獨特的環狀排列幕形天線，是國際上獨一無二的廣播建物，播音覆蓋面積多年來居全世界第一，範圍包括除了非洲以外的其他各大洲。央廣董事楊憲宏認為天馬台應該被保存，為值得台灣極力保存的國際級古蹟。土地產權主要為中央廣播電台所有，少數為政府國有地。
2013年，因中央廣播電台分台整併計畫，天馬電台預計於年底關閉。2013年4月，傳出因國共平台介入，中華民國政府將逐步終止央廣向中國大陸短波播送業務；6月底央廣擬加速拆除臺南天馬電臺與雲林定遠電台天線，將與央廣雲林褒忠分台合併重建，有立法委員呼籲政府暫緩拆除儘管多位美國重量級參眾議員向馬英九總統表達關切，央廣總臺長李猶龍於7月1日親自低調南下監工拆毀首批3組天線，被相關人士批評「自廢武功」，引發美國方面及國際媒體的關注。央廣方面表示「依法辦事」沒有被施壓；前常務董事楊憲宏發聲明呼籲歷任央廣董事出面保護天馬台、推動列為國家級古蹟，並確保持續向中國大陸傳遞自由的新聞訊息。

## 國安戰略價值
美軍結束協防臺灣任務後，將台南天馬台、雲林定遠電台移交中華民國國軍，再輾轉交給中央廣播電台使用，其短波訊號穿透力極強，是臺灣的重要國家安全戰略資源，也涉及臺海兩岸「電波戰」。中華人民共和國當局一直希望取得分台的短波天線方位，試圖更有效干擾、蓋台，封鎖台灣對中國大陸的廣播訊號。
2007年，行政院新聞局同意天馬電台遷台計畫，但後續遷台計畫一直未編列預算執行；立法委員陳亭妃多次在立法院教育及文化委員會通過主決議「台南分台整併遷台計畫將於民國102年底前完成」，行政院新聞局同意正式編入民國100年（2011年）度預算。
2010年1月14日，央廣在臺南市安南區本淵寮朝興宮舉行臺南分台整倂遷台說明會，央廣總台長汪誕平親自出席說明天馬電台遷台計畫，臺南市市長許添財、立法委員陳亭妃、臺南市議會副議長郭信良皆蒞臨說明會。許添財說，他在擔任立法委員時到現在爭取天馬電台搬遷已經十多年，就是因為中央政府漠視地方發展、不懂調配優先秩序才會導致天馬電台無法搬遷，同時他也感謝陳亭妃積極爭取天馬電台遷台；同時他也希望天馬電台搬遷腳步要加快，讓土地儘早騰空轉交財政部國有財產局（今財政部國有財產署），以利臺南市政府與財政部國有財產局合作。陳亭妃則說，為了讓本淵寮快速發展，臺南市政府都市發展處（今臺南市政府都市發展局）已經著手規劃都市計畫，只要天馬電台遷台，天馬電台土地騰空轉交財政部國有財產局，本淵寮就可立即發展。汪誕平說，天馬電台遷台計畫將列入100年施政計畫，本月底前整個遷台計畫將送行政院新聞局審核，目標是3年內完成搬遷。
關於短波廣播的價值，2013年4月，中華民國文化部部長龍應台表示，傳統的「短波廣播」容易「被屏蔽」，建議央廣嘗試開發新媒體，擴大接觸面。不過，美國之音報導，專家們指出，較新技術比傳統廣播更容易被干擾，「在所有可用於進行國際廣播的媒體中，短波是最難阻斷的，這是因為短波頻率發射傳送的物理特性。」記者無國界組織的亞洲專家布羅賽爾則認為，無線電廣播仍然是世界各地很多人們獲取信息的主要來源：「基於世界上很多人不識字或者無法使用網際網路，無線電廣播可以說是世界上最具民主化，最受歡迎的媒體。能夠接觸到全球億萬民眾的唯一途徑就是無線電廣播。」專家並指中華人民共和國政府是冷戰後世界上最大的干擾國際廣播節目的干擾者。
拆除期間正在台訪問的中國盲人維權律師陳光誠則強調「央廣短波對中國大陸非常非常重要」、「讓許多大陸維權者及學生們，感受到台灣與民主的存在。」「我覺得這是不能被接受的，可以說台灣沒有中央廣播電臺，我今天就不會坐在這兒。所以說這對歷史也是個非常好的見證」。

## 傳言國共平台介入央廣終止對中短波
2013年4月傳出央廣近年來任務調整，可能終止對中國大陸短波廣播。根據央廣對華短波業務重要客戶自由亞洲電台報導，2013年4月傳出央廣高層打算藉由「重整分台發射台土地設施」以逐步全面取消短波廣播業務，包括央廣自製節目、代播。但央廣主管機關文化部部長龍應台在立法院備詢時表示「對中國大陸的廣播沒有要喊停，反而是要加強和大陸的溝通。」但未正面回應 記者追問「短波廣播時數是否減少」，龙应台回應「技术问题」由央广自行规划，政府政策是：「对大陆广播只能增加不能减少。」但龍應台又指出短波易遭屏蔽，要求央廣開發新媒體；希望之聲總裁則強調，與互聯網相比，傳統短波廣播具有極強的滲透力，中共方面無法有效關閉，因此「短波廣播」的支持及保護，應涉及台灣自身國家安全維護政策。
《陽光時務週刊》指出，台灣針對中國大陸的短波播音60年來未曾停過，但自從國民黨2008年重返執政後，短波播音的存廢如同「大氣電波裏的角力戰」似乎就要展開。希望之聲總裁曾勇引述消息指出，「縮減希望之聲時段」係來自中共北京當局通過國共兩黨的高層互訪平台，向央廣管理層所提要求。並提證據陳訴，在2013年最近一波變動當中，央廣一度要求先刪減某個「對北京廣播」頻道的時段。
2009年央廣總台長汪誕平就曾承認中國大陸方面試圖介入，要求減少央廣代播希望之聲對中國大陸短波的時數，但在國內外壓力下，加以馬政府派任的央廣董事長高惠宇支持，董事會決議央廣維持續約。《陽光時務週刊》指出，2009年雖有黨政壓力，但央廣高層能頂著。然而「人事已非」，央廣現任董事長張榮恭是連戰重要幕僚、前國民黨大陸事務部主任、國共平台的參與者，總台長李猶龍則是馬金嫡系，曾勇連要求會見張榮恭和李猶龍都不可得。

## 國際關注七一拆台爭議
台南市政府文化局預定2013年10月召開會議審定是否列為「市定古蹟」。2013年7月1日，中國共產黨建黨日，正逢香港民間七一大遊行，中央廣播電台總臺長李猶龍親自低調南下監工拆毀首批3支天線。

### 美國參眾議員致信馬英九
甫拆除，包括BBC、法新社、自由亞洲電台、大紀元時報、 自由時報媒體皆關注，報導指出外界質疑拆臺事件背後有中共壓力。在6月份，美國多位重量級參眾議員即以電話、信件向中華民國駐美使館、總統馬英九關切，呼籲停止拆除短波發射天線台設施。包括共和黨資深眾議員達納·羅拉巴克（Dana Rohrabacher）、美國國會及行政部門中國問題委員會共同主席Chris Smith (New Jersey politician)和連續16次當選眾議員的弗蘭克·魯道夫·沃爾夫（Frank Rudolph Wolf）6月寫信給馬英九，並於天馬臺遭拆後公開信件內容。此外美國參議院台灣連線共同主席、軍事委員會共和黨首席參議員James Inhofe及參議院外交委員會共和黨首席參議員鮑伯·寇爾克、參眾兩院外交委員會主席羅伯特·曼南德茲都對央廣將削減對中國短波廣播一事表達關切。

- 沃爾夫信件表示：「終止台灣中央廣播電台的部份運作是在你的（馬英九）政府的管理範圍之內。但是，我相信推倒這些設施的任何計劃是不成熟的，應該停止，等待對這些設施的未來使用進行分析。我鼓勵你和美國廣播理事局（BBG）或適當的美國政府代表進行進一步的討論」[20]。

- 羅拉巴克給馬英九信件指出：「世界級的臺南天馬分台、雲林虎尾定遠分臺，當初由美國出資和技術所建，是對中國大陸傳達不經審查之自由新聞資訊的重大戰略資產。當初建立這些電台的目的，今天仍然有效。對於資訊和互聯網均受嚴重管控的中國大陸繼續進行短波廣播，符合美國和台灣的利益，也有助於實現未來的區域和平。」他認為，這些天線台非常符合央廣的營運模式，但若央廣不要，「可以轉交到私人的手中」；「我已獲悉，希望之聲國際廣播電台和自由亞洲電台（就此）進行了討論，自由亞洲電台是由美國國會建立的，可能可以使用這些設施。任何拆除的行為將會減少向中國大陸傳播（自由信息）的能力，拆除應該停止，除非有可替代性的措施可以進行充分的探討」[4]。

- 眾議員史密斯信件指出：「國際短波廣播是進行大量交流的關鍵方式。僅在中國一地，超過一半的人口無法使用任何電子（電腦）設備，依然依賴於傳統的收音機來獲得相關信息。由於不經審查過濾的信息在全世界很多地區依然必要，我希望這些設施被最佳運用以滿足這一需求。」他並表示，任何推倒這些天線的行為將傷害籌建初衷，也將影響美國廣播業者在財務困難時期節省開支的機會。呼籲應先充分研究天線資源的運用策略，並延遲拆除計畫[20]。

### 台灣朝野國會議員關切
中華民國國會立法院朝野立法委員也表達了希望保留天馬臺的關切，例如國民黨籍國防專業的林郁方、前新聞局長江啟臣；在野黨臺聯主席黃昆輝、民進黨立委劉建國、田秋堇、蔡煌瑯。林郁方表示，中華民國應對大陸有一套戰略，把一些重要議題，透過臺灣角度解讀來向中國大陸傳播，因此央廣短波設備仍有其必要性。

### 外界質疑涉兩岸政治談判
自由亞洲電台報導，希望之聲總裁曾勇回顧2013年與央廣合作關係的波折，「無論是不斷受到威脅的希望之聲在央廣的代播時段，還是對保留天馬天線的斷然拒絕，對於尊重新聞自由的民主台灣，都是一件怪事。我們有權利要問，在中華民國政府和中共正在進行的政治談判中，是否存在一條不能公開的政治條件，就是犧牲掉法輪功學員所創辦的的媒體，以及台灣的短波？」。
剛卸任的前央廣董事楊憲宏7月2日發表聲明指責央廣「放棄初衷，自毀長城」，並質疑中共當局在背後的脅迫及「中共在台代理人」的施壓才是關鍵。他呼籲歷任央廣董事保護天馬台，推動將天馬台立為國家級古蹟，讓天馬短波聲音繼續向中國大陸傳送自由新聞訊息。楊憲宏透露，天馬臺是蔣經國為台灣的功績之一，前兩屆央廣董事會大多數成員都認為天馬臺和定遠臺是央廣絕對不能拆的最重要資產。
中華民國駐法國代表呂慶龍回應媒體提問表示，短波覆蓋中國大陸全境，對信息傳播十分重要，政府應該重視。

### 臺駐美代表被質疑「消音」未傳達馬英九
2013年7月3日，美國之音報導，希望之聲聲明，經過多方查證發現，在整個6月間，美國國會議員的相關信件和關切，馬英九總統首席幕僚、中華民國駐美國代表金溥聰均未送達馬英九總統處。希望之聲並指出，央廣總臺長李猶龍在2012總統大選期間為金溥聰直屬文宣幹部，因此於2012年7月出掌央廣。
- 駐美國台北經濟文化代表處於7月2日發表聲明，反駁希望之聲的報導：「希望之聲廣播電台自本年5月以來，積極於美國會就有關我中央廣播電台擬拆除位於台南及虎尾分台之短波發射塔事，向數位議員進行遊說。上述議員辦公室不論係以致函馬總統、或私下方式向我表達關切，本處均已迅速、如實將該等關切呈報外交部，並轉知我國內相關單位在案。……我中央廣播電台對於上述關切，亦曾數度透過外交部，將前述該電台拆除相關短波發射塔之決策背景及拆除時程等，提供本處轉知相關議員辦公室。央廣並強調，其與希望之聲所簽訂之合約，及其為希望之聲所播送之廣播時數與服務，將不受相關發射塔拆除之影響。相關情形，本處均已向相關議員妥予說明」[28][29][30]。不過，美國之音7月3日報導指出「總統府沒有收到美議員的信函」，總統府發言人辦公室人員在接受美國之音記者問詢時說「並沒有收到有關的信函，不了解有關情況」[27]。
- 總統府發言人李佳霏7月3日回應記者詢問：「對於這件事，總統府沒有任何評論」[31]。

### 央廣否認受壓力
李猶龍在拆除後隔天同意與希望之聲代表會面，強調拆除是「依法辦事」，沒有人施壓。
央廣：配合台南市河道施工
在國際媒體關注七一拆臺事件後，央廣澄清，因為三組天線與台南市政府水利局的河道建設工程相鄰，是為配合水利局夏季治水、考量安南區民眾生命安全，避免延誤汛期施工。希望之聲則表示，原先計劃方向是「將天線做保護措施」以繼續播音，就在2012年底央廣秘密片面竄改合約的同一個月，央廣總台長李猶龍卻在半年前否決了可兼顧汛期治水的天線保護計劃，決策將天線拆除，並放棄水利局其它補助款。
央廣總台長被指片面竄改合約
希望之聲並指證，2013年4月發現央廣總台長李猶龍涉及在2012年底單方偷擅改代播合約條款，將「有權終止合約發動方」由希望之聲改為央廣，且央廣相關主管、承辦人皆表示不知情，因此質疑李猶龍意圖片面削減或終止代播；經抗議，李猶龍5月時曾承諾考慮7天以決定是否換回原版本，但後來皆無回應。迄今，央廣對此事並未否認。

### 國民黨回應
2013年7月11日，國民黨文傳會副主委殷瑋說，央廣台南分台遷建的構想早在1997年就已開始，且在陳水扁政府執政時同意、經立法院（國民黨多為多數黨）決議，民進黨籍立委近年來也在質詢時一再要求如期完成遷建；現在民進黨卻以本案批評馬英九政府。他說，除了台南分台以外，央廣同時進行分台整併的還有虎尾分台（即定遠分台），土地交回國有：2001年，台灣高鐵雲林車站特定區開發計畫納入虎尾分台土地；2005年，時任行政院政務委員的陳其邁主持行政院跨部會會議，決議將虎尾分台整併案列為國家重大政策計畫執行，現在陳其邁等民進黨籍立委卻以本案批評馬英九政府「心中住著一名警總」。